# Gaussova kvadratura

Porovnání dvoubodové Gaussovy kvadratury s lichoběžníkovou metodou.
Modrá křivka je graf funkce jejíž určitý integrál na intervalu se má vypočítat.
Lichoběžníková metoda aproximuje funkci oranžovou čárkovanou úsečkou „Trap“, která spojuje funkční hodnoty na okrajích intervalu. Z obrázku je patrné, že tato aproximace není dobrá, takže chyba spočítané hodnoty integrálu je velká (lichoběžníková metoda dává hodnotu y(–1) + y(1) = –10, zatímco správná hodnota je 2/3). Aby se lichoběžníkovou metodou dosáhlo přesnějšího výsledku, bylo by nutné rozdělit integrační interval na mnoho podintervalů, funkci nahradit v každém podintervalu lineární funkcí a počítat mnoho funkčních hodnot funkce
Naproti tomu Gaussova metoda vybírá vhodnější body integrace, takže jediná lineární funkce (znázorněná černou čárkovanou úsečkou „Gauss 2“) aproximuje funkci mnohem lépe.
Výsledek integrace dvoubodovou Gaussovou metodou je Tato hodnota je dokonce přesný výsledek, protože zelená oblast má stejnou plochu jako součet ploch červených oblastí. Důvodem je, že integrovaná funkce je ve skutečnosti polynom stupně 3, který je dvoubodovou Gaussovou kvadraturou aproximován přesně.

Numerické metody integrace jsou v numerické matematice metody výpočtu přibližných hodnot určitých integrálů funkcí. Při numerickém výpočtu určitého integrálu nějaké funkce se obvykle používá vážený součet hodnot této funkce v určitých bodech integračního intervalu – viz články Numerická integrace a Kvadratura (matematika).
Gaussova kvadratura, přesněji n-bodová Gaussova metoda numerické integrace, pojmenovaná po Carlu Friedrichu Gaussovi je metoda numerické integrace, která díky vhodné volbě uzlů xi a vah wi pro i = 1, ..., n dává pro polynomy do stupně 2n − 1 přesné výsledky. Moderní formulaci, v níž se používají ortogonální polynomy vyvinul Carl Gustav Jacob Jacobi v roce 1826. Nejobvyklejším integračním intervalem pro tuto metodu je {\displaystyle \langle -1,1\rangle }, na kterém se pro výpočet určitého integrálu používá vzorec
{\displaystyle \int _{-1}^{1}f(x)\,dx\approx \sum _{i=1}^{n}w_{i}f(x_{i}),}
který poskytuje přesné výsledky pro polynomy do stupně 2n − 1. Tato numerická metoda se nazývá Gaussova-Legendreova metoda numerické integrace. Metoda numerické integrace bude přesnou aproximací integrálu uvedeného výše pouze v případě, když funkci f(x) lze na intervalu {\displaystyle \langle -1,1\rangle } dobře aproximovat polynomem stupně nejvýše 2n − 1.
Gaussova-Legendreova metoda numerické integrace se zpravidla nepoužívá pro integraci funkcí se singularitami v koncových bodech. V takovém případě se snažíme integrand zapsat jako
{\displaystyle f(x)=\left(1-x\right)^{\alpha }\left(1+x\right)^{\beta }g(x),\quad \alpha ,\beta >-1,}
kde g(x) je funkce, kterou lze dobře aproximovat polynomem nízkého stupně. Pak použití alternativních uzlů {\displaystyle x_{i}'} a vah {\displaystyle w_{i}'} obvykle dává přesnější metody numerické integrace, které jsou známy jako Gaussova-Jacobiho kvadraturní pravidla:
{\displaystyle \int _{-1}^{1}f(x)\,dx=\int _{-1}^{1}\left(1-x\right)^{\alpha }\left(1+x\right)^{\beta }g(x)\,dx\approx \sum _{i=1}^{n}w_{i}'g\left(x_{i}'\right).}
Jako váhy se často používají hodnoty {\textstyle {\frac {1}{\sqrt {1-x^{2}}}}} (Čebyševova–Gaussova kvadratura) a {\displaystyle {\sqrt {1-x^{2}}}}. Můžeme také chtít integrovat na intervalech neomezených z jedné (Gaussova-Laguerrova kvadratura) nebo obou stran (Gaussova–Hermitova kvadratura).
Lze ukázat (viz Press, et al. nebo Stoer a Bulirsch), že kvadraturní uzly xi jsou kořeny polynomu patřícího do třídy ortogonálních polynomů (třída ortogonální vůči váženému vnitřnímu součinu). To je klíčové pozorování pro výpočet uzlů a vah pro Gaussovu kvadraturu.

## Gaussova–Legendreova kvadratura

Grafy Legendrových polynomů (do stupně n = 5)

Pro nejjednodušší případ numerické integrace uvedený výše je funkce f(x) aproximována polynomy na intervalu {\displaystyle \langle -1,1\rangle ,} a přidružené ortogonální polynomy jsou Legendreovy polynomy označované Pn(x). Zde je n-tý polynom normalizovaný tak, aby Pn(1) = 1, i-tý Gaussův uzel xi je i-tým kořenem polynomu Pn a váhy jsou dané vzorcem
{\displaystyle w_{i}={\frac {2}{\left(1-x_{i}^{2}\right)\left[P'_{n}(x_{i})\right]^{2}}}.}
Integrační body a váhy pro Gaussovu–Legendreovu kvadraturu několika nižších řádů na intervalu {\displaystyle \langle -1,1\rangle } jsou uvedeny v následující tabulce:
| Počet bodů, n | Body, xi                                                                          | Body, xi     | Váhy, wi                                          | Váhy, wi    |
| ------------- | --------------------------------------------------------------------------------- | ------------ | ------------------------------------------------- | ----------- |
| 1             | 0                                                                                 | 0            | 2                                                 | 2           |
| 2             | {\displaystyle \pm {\frac {1}{\sqrt {3}}}}                                        | ±0.57735...  | 1                                                 | 1           |
| 3             | 0                                                                                 | 0            | {\displaystyle {\frac {8}{9}}}                    | 0.888889... |
| 3             | {\displaystyle \pm {\sqrt {\frac {3}{5}}}}                                        | ±0.774597... | {\displaystyle {\frac {5}{9}}}                    | 0.555556... |
| 4             | {\displaystyle \pm {\sqrt {{\frac {3}{7}}-{\frac {2}{7}}{\sqrt {\frac {6}{5}}}}}} | ±0.339981... | {\displaystyle {\frac {18+{\sqrt {30}}}{36}}}     | 0.652145... |
| 4             | {\displaystyle \pm {\sqrt {{\frac {3}{7}}+{\frac {2}{7}}{\sqrt {\frac {6}{5}}}}}} | ±0.861136... | {\displaystyle {\frac {18-{\sqrt {30}}}{36}}}     | 0.347855... |
| 5             | 0                                                                                 | 0            | {\displaystyle {\frac {128}{225}}}                | 0.568889... |
| 5             | {\displaystyle \pm {\frac {1}{3}}{\sqrt {5-2{\sqrt {\frac {10}{7}}}}}}            | ±0.538469... | {\displaystyle {\frac {322+13{\sqrt {70}}}{900}}} | 0.478629... |
| 5             | {\displaystyle \pm {\frac {1}{3}}{\sqrt {5+2{\sqrt {\frac {10}{7}}}}}}            | ±0.90618...  | {\displaystyle {\frac {322-13{\sqrt {70}}}{900}}} | 0.236927... |

## Jiné integrační intervaly
Pro výpočet integrálu na obecném intervalu {\displaystyle \langle a,b\rangle } je třeba před použitím Gaussovy metody numerické integrace úlohu převést na integrál na intervalu {\displaystyle \langle -1,1\rangle } pomocí vzorce
{\displaystyle \int _{a}^{b}f(x)\,dx=\int _{-1}^{1}f\left({\frac {b-a}{2}}\xi +{\frac {a+b}{2}}\right)\,{\frac {dx}{d\xi }}d\xi }
kde {\displaystyle {\frac {dx}{d\xi }}={\frac {b-a}{2}}}
Použití {\displaystyle n}-bodového Gaussova kvadraturního pravidla {\displaystyle (\xi ,w)} pak dává následující aproximaci:
{\displaystyle \int _{a}^{b}f(x)\,dx\approx {\frac {b-a}{2}}\sum _{i=1}^{n}w_{i}f\left({\frac {b-a}{2}}\xi _{i}+{\frac {a+b}{2}}\right).}

## Příklad dvoubodového Gaussova kvadraturního pravidla
Použijeme dvoubodovou Gaussovu metodu numerické integrace pro výpočet vzdálenosti, kterou uletí raketa v čase {\displaystyle t=8\mathrm {s} } až {\displaystyle t=30\mathrm {s} ,} s použitím vzorce
{\displaystyle x=\int _{8}^{30}{\left(2000\ln \left[{\frac {140000}{140000-2100t}}\right]-9.8t\right){dt}}}
Změníme meze integračního intervalu, abychom mohli použít váhy a x-ové souřadnice uvedené v Tabulce 1. Také najdeme absolutní hodnotu relativní skutečné chyby. Přesný výsledek je 11061,34 metrů
Řešení:
provedeme změnu mezí integračního intervalu z {\displaystyle \left\langle 8,30\right\rangle } na {\displaystyle \left\langle -1,1\right\rangle }:
{\displaystyle {\begin{aligned}\int _{8}^{30}{f(t)dt}&={\frac {30-8}{2}}\int _{-1}^{1}{f\left({\frac {30-8}{2}}x+{\frac {30+8}{2}}\right){dx}}\\&=11\int _{-1}^{1}{f\left(11x+19\right){dx}}\end{aligned}}}
Použijeme váhy a hodnoty argumentu z Tabulky 1 pro dvoubodové pravidlo:
- {\displaystyle c_{1}=1.000000000}
- {\displaystyle x_{1}=-0.577350269}
- {\displaystyle c_{2}=1.000000000}
- {\displaystyle x_{2}=0.577350269}

Načež můžeme použít Gaussův vzorec pro numerickou integraci
{\displaystyle {\begin{aligned}11\int _{-1}^{1}{f\left(11x+19\right){dx}}&\approx 11\left[c_{1}f\left(11x_{1}+19\right)+c_{2}f\left(11x_{2}+19\right)\right]\\&=11\left[f\left(11(-0.5773503)+19\right)+f\left(11(0.5773503)+19\right)\right]\\&=11\left[f(12.64915)+f(25.35085)\right]\\&=11\left[(296.8317)+(708.4811)\right]\\&=11058.44\end{aligned}}}
dostáváme
{\displaystyle {\begin{aligned}f(12.64915)&=2000\ln \left[{\frac {140000}{140000-2100(12.64915)}}\right]-9.8(12.64915)\\&=296.8317\end{aligned}}}
{\displaystyle {\begin{aligned}f(25.35085)&=2000\ln \left[{\frac {140000}{140000-2100(25.35085)}}\right]-9.8(25.35085)\\&=708.4811\end{aligned}}}
Pokud přesný výsledek je 11061,34 m, absolutní hodnota relativní skutečné chyby, {\displaystyle \left|\varepsilon _{t}\right|} je
{\displaystyle \left|\varepsilon _{t}\right|=\left|{\frac {11061.34-11058.44}{11061.34}}\right|\times 100\%=0.0262\%}

## Zobecnění
Problém integrace lze vyjádřit poněkud obecnějším způsobem tak, že do integrandu vneseme kladnou váhovou funkci ω a povolíme jiné integrační intervaly než {\displaystyle \langle -1,1\rangle }. Obecně tedy počítáme
{\displaystyle \int _{a}^{b}\omega (x)\,f(x)\,dx}
pro určité a, b a ω. Pro a = −1, b = 1 a ω(x) = 1 jde o stejný problém, jaký je popsán výše. Jiné volby vedou k jiným integračním pravidlům, z nichž některá jsou tabelována níže. Čísla rovnic ve sloupci „A & S“ jsou podle Abramowitz a Stegun
| Interval                             | ω(x)                                                                                        | Ortogonální polynomy                | A & S           | Pro více informací, viz ...     |
| ------------------------------------ | ------------------------------------------------------------------------------------------- | ----------------------------------- | --------------- | ------------------------------- |
| {\displaystyle \langle -1,1\rangle } | 1                                                                                           | Legendreovy polynomy                | 25.4.29         | Gaussova–Legendreova kvadratura |
| (−1, 1)                              | {\displaystyle \left(1-x\right)^{\alpha }\left(1+x\right)^{\beta },\quad \alpha ,\beta >-1} | Jacobiho polynomy                   | 25.4.33 (β = 0) | Gaussova–Jacobiho kvadratura    |
| (−1, 1)                              | {\displaystyle {\frac {1}{\sqrt {1-x^{2}}}}}                                                | Čebyševovy polynomy (prvního druhu) | 25.4.38         | Čebyševova–Gaussova kvadratura  |
| {\displaystyle \langle -1,1\rangle } | {\displaystyle {\sqrt {1-x^{2}}}}                                                           | Čebyševovy polynomy (druhého druhu) | 25.4.40         | Čebyševova–Gaussova kvadratura  |
| {\displaystyle \langle 0,\infty )}   | {\displaystyle e^{-x}\,}                                                                    | Laguerrovy polynomy                 | 25.4.45         | Gaussova–Laguerre kvadratura    |
| {\displaystyle \langle 0,\infty )}   | {\displaystyle x^{\alpha }e^{-x},\quad \alpha >-1}                                          | Zobecněné Laguerrovy polynomy       |                 | Gaussova–Laguerre kvadratura    |
| {\displaystyle (-\infty ,\infty )}   | {\displaystyle e^{-x^{2}}}                                                                  | Hermitovy polynomy                  | 25.4.46         | Gaussova–Hermitova kvadratura   |

### Základní věta
Nechť pn je netriviální polynom stupně n, takový, že
{\displaystyle \int _{a}^{b}\omega (x)\,x^{k}p_{n}(x)\,dx=0,\quad {\text{pro všechna }}k=0,1,\ldots ,n-1.}
Všimněte si, že toto bude splněno pro všechny ortogonální polynomy výše, protože každý polynom pn je zkonstruován tak, aby byl ortogonální k ostatním polynomům pj pro j<n, a xk je v rozsahu této množiny.
Pokud vybereme n uzlů xi tak, aby to byly kořeny polynomu pn, pak existuje n vah wi, pro které je integrál vypočítaný Gaussovou kvadraturou přesný pro všechny polynomy h(x) stupně nejvýše 2n − 1. Všechny tyto uzly xi budou navíc ležet v otevřeném intervalu (a, b).
Pro důkaz první části tohoto tvrzení budeme předpokládat, že h(x) je jakýkoli polynom stupně nejvýše 2n − 1. Pokud jej vydělíme ortogonálním polynomem pn dostaneme
{\displaystyle h(x)=p_{n}(x)\,q(x)+r(x).}
kde q(x) je podíl stupně nejvýše n − 1 (protože součet jeho stupně a stupně dělitele pn musí být roven stupni h(x)), a r(x) je zbytek také stupně nejvýše n − 1 (protože stupeň zbytku je vždy menší než stupeň dělitele). Protože pn je podle předpokladu ortogonální ke všem jednočlenům stupně menšího než n, musí být ortogonální také s podílem q(x). Proto
{\displaystyle \int _{a}^{b}\omega (x)\,h(x)\,dx=\int _{a}^{b}\omega (x)\,{\big (}\,p_{n}(x)q(x)+r(x)\,{\big )}\,dx=\int _{a}^{b}\omega (x)\,r(x)\,dx.}
Protože zbytek r(x) má stupeň nejvýše n − 1, můžeme jej přesně interpolovat pomocí Lagrangeovy interpolace li(x) s n interpolačními body, kde
{\displaystyle l_{i}(x)=\prod _{j\neq i}{\frac {x-x_{j}}{x_{i}-x_{j}}}.}
tedy
{\displaystyle r(x)=\sum _{i=1}^{n}l_{i}(x)\,r(x_{i}).}
Jeho integrál pak bude roven
{\displaystyle \int _{a}^{b}\omega (x)\,r(x)\,dx=\int _{a}^{b}\omega (x)\,\sum _{i=1}^{n}l_{i}(x)\,r(x_{i})\,dx=\sum _{i=1}^{n}\,r(x_{i})\,\int _{a}^{b}\omega (x)\,l_{i}(x)\,dx=\sum _{i=1}^{n}\,r(x_{i})\,w_{i},}
kde váha wi přiřazená uzlu xi je definována, aby vyrovnala vážený integrál li(x) (další vzorce pro váhy jsou uvedeny níže). Protože však všechny xi jsou kořeny polynomu pn, podle vzorce pro dělení uvedeného výše platí
{\displaystyle h(x_{i})=p_{n}(x_{i})\,q(x_{i})+r(x_{i})=r(x_{i}),}
pro všechna i. Tím dostáváme
{\displaystyle \int _{a}^{b}\omega (x)\,h(x)\,dx=\int _{a}^{b}\omega (x)\,r(x)\,dx=\sum _{i=1}^{n}w_{i}\,r(x_{i})=\sum _{i=1}^{n}w_{i}\,h(x_{i}).}
Tím jsme dokázali, že pro jakýkoli polynom h(x) stupně nejvýše 2n − 1 je integrál přesně roven hodnotě spočítané Gaussovou kvadraturou.
Pro důkaz druhé části tvrzení použijeme polynom ve tvaru součinu kořenových činitelů pn. Komplexně sdružené kořeny tvoří kvadratické členy, které jsou na celé reálné ose buď kladné nebo záporné. Členy odpovídající kořenům ležícím mimo interval {\displaystyle \langle a,b\rangle ,} nemění na tomto intervalu znaménko. A členy odpovídající kořenům xi z intervalu {\displaystyle \langle a,b\rangle ,} které jsou liché násobnosti, násobí pn jedním dalším členem, který tvoří nový polynom
{\displaystyle p_{n}(x)\,\prod _{i}(x-x_{i}).}
Tento polynom nemůže na intervalu {\displaystyle \langle a,b\rangle } měnit znaménko, protože všechny jeho kořeny mají sudou násobnost. Proto integrál
{\displaystyle \int _{a}^{b}p_{n}(x)\,\left(\prod _{i}(x-x_{i})\right)\,\omega (x)\,dx\neq 0,}
protože váhová funkce ω(x) je vždy nezáporná. Protože však pn je ortogonální ke všem polynomům stupně nejvýše n-1, bude stupeň součinu
{\displaystyle \prod _{i}(x-x_{i})}
alespoň n. Proto pn má n různých reálných kořenů v intervalu {\displaystyle \langle a,b\rangle .}

#### Obecný vzorec pro váhy
Váhy je možné vyjádřit vzorcem
| {\displaystyle w_{i}={\frac {a_{n}}{a_{n-1}}}{\frac {\int _{a}^{b}\omega (x)p_{n-1}\left(x\right)^{2}dx}{p'_{n}(x_{i})p_{n-1}(x_{i})}}} | \| \| \| \| \| \| \| \| | (1) |
| |                         |     |
| |                         |     |

kde {\displaystyle a_{k}} je koeficient u {\displaystyle x^{k}} v {\displaystyle p_{k}(x)}. Pro důkaz je třeba si všimnout, že při použití Lagrangeovy interpolace můžeme r(x) vyjádřit pomocí {\displaystyle r(x_{i})} jako
{\displaystyle r(x)=\sum _{i=1}^{n}r(x_{i})\prod _{\begin{smallmatrix}1\leq j\leq n\\j\neq i\end{smallmatrix}}{\frac {x-x_{j}}{x_{i}-x_{j}}}}
protože r(x) má stupeň menší než n a je proto určen hodnotami, kterých nabývá v n různých bodech. Když znásobíme obě strany ω(x) a zintegrujeme je na intervalu {\displaystyle \langle a,b\rangle ,} dostaneme
{\displaystyle \int _{a}^{b}\omega (x)r(x)dx=\sum _{i=1}^{n}r(x_{i})\int _{a}^{b}\omega (x)\prod _{\begin{smallmatrix}1\leq j\leq n\\j\neq i\end{smallmatrix}}{\frac {x-x_{j}}{x_{i}-x_{j}}}dx}
Váhy wi jsou tedy dány vzorcem
{\displaystyle w_{i}=\int _{a}^{b}\omega (x)\prod _{\begin{smallmatrix}1\leq j\leq n\\j\neq i\end{smallmatrix}}{\frac {x-x_{j}}{x_{i}-x_{j}}}dx}
Tento integrální výraz pro {\displaystyle w_{i}} lze vyjádřit pomocí ortogonálních polynomů {\displaystyle p_{n}(x)} a {\displaystyle p_{n-1}(x)} takto: Můžeme psát
{\displaystyle \prod _{\begin{smallmatrix}1\leq j\leq n\\j\neq i\end{smallmatrix}}\left(x-x_{j}\right)={\frac {\prod _{1\leq j\leq n}\left(x-x_{j}\right)}{x-x_{i}}}={\frac {p_{n}(x)}{a_{n}\left(x-x_{i}\right)}}}
kde {\displaystyle a_{n}} je koeficient u {\displaystyle x^{n}} v {\displaystyle p_{n}(x)}. Pokud se x limitně blíží {\displaystyle x_{i},} dostaneme pomocí L'Hôpitalova pravidla
{\displaystyle \prod _{\begin{smallmatrix}1\leq j\leq n\\j\neq i\end{smallmatrix}}\left(x_{i}-x_{j}\right)={\frac {p'_{n}(x_{i})}{a_{n}}}}
Můžeme tedy napsat výraz pro váhy s použitím integrálu ve tvaru
| {\displaystyle w_{i}={\frac {1}{p'_{n}(x_{i})}}\int _{a}^{b}\omega (x){\frac {p_{n}(x)}{x-x_{i}}}dx} | \| \| \| \| \| \| \| \| | (2) |
| |                         |     |
| |                         |     |

Jmenovatel v integrandu můžeme zapsat
{\displaystyle {\frac {1}{x-x_{i}}}={\frac {1-\left({\frac {x}{x_{i}}}\right)^{k}}{x-x_{i}}}+\left({\frac {x}{x_{i}}}\right)^{k}{\frac {1}{x-x_{i}}}\,,}
což dává
{\displaystyle \int _{a}^{b}\omega (x){\frac {x^{k}p_{n}(x)}{x-x_{i}}}dx=x_{i}^{k}\int _{a}^{b}\omega (x){\frac {p_{n}(x)}{x-x_{i}}}dx}
pokud {\displaystyle k\leq n}, protože
{\displaystyle {\frac {1-\left({\frac {x}{x_{i}}}\right)^{k}}{x-x_{i}}}}
je polynom stupně k − 1, který je tedy ortogonální k {\displaystyle p_{n}(x)}. Pokud tedy q(x) je polynom nejvýše n-tého stupně, můžeme napsat
{\displaystyle \int _{a}^{b}\omega (x){\frac {p_{n}(x)}{x-x_{i}}}dx={\frac {1}{q(x_{i})}}\int _{a}^{b}\omega (x){\frac {q(x)p_{n}(x)}{x-x_{i}}}dx}
Integrál na pravé straně můžeme pro {\displaystyle q(x)=p_{n-1}(x)} vyhodnotit takto: Protože {\displaystyle {\frac {p_{n}(x)}{x-x_{i}}}} je polynom stupně n − 1, máme
{\displaystyle {\frac {p_{n}(x)}{x-x_{i}}}=a_{n}x^{n-1}+s(x)}
kde s(x) je polynom stupně {\displaystyle n-2}. Protože s(x) je ortogonální s {\displaystyle p_{n-1}(x),} platí
{\displaystyle \int _{a}^{b}\omega (x){\frac {p_{n}(x)}{x-x_{i}}}dx={\frac {a_{n}}{p_{n-1}(x_{i})}}\int _{a}^{b}\omega (x)p_{n-1}(x)x^{n-1}dx}
Pak můžeme psát
{\displaystyle x^{n-1}=\left(x^{n-1}-{\frac {p_{n-1}(x)}{a_{n-1}}}\right)+{\frac {p_{n-1}(x)}{a_{n-1}}}}
Člen v závorkách je polynom stupně {\displaystyle n-2}, který je proto ortogonální s {\displaystyle p_{n-1}(x)}. Integrál tedy můžeme vyjádřit jako
{\displaystyle \int _{a}^{b}\omega (x){\frac {p_{n}(x)}{x-x_{i}}}dx={\frac {a_{n}}{a_{n-1}p_{n-1}(x_{i})}}\int _{a}^{b}\omega (x)p_{n-1}(x)^{2}dx}
Podle rovnice (2) se váhy získají vydělením tohoto výrazu výrazem {\displaystyle p'_{n}(x_{i})}, což dává výraz v rovnici (1).
Váhy {\displaystyle w_{i}} mohou být také vyjádřeny pomocí ortogonálních polynomů {\displaystyle p_{n}(x)} a {\displaystyle p_{n+1}(x)}. V trojčlenném rekurentním vztahu {\displaystyle p_{n+1}(x_{i})=(a)p_{n}(x_{i})+(b)p_{n-1}(x_{i})} bude mít člen s {\displaystyle p_{n}(x_{i})} nulovou hodnotu, takže {\displaystyle p_{n-1}(x_{i})} v (1) lze nahradit {\textstyle {\frac {1}{b}}p_{n+1}\left(x_{i}\right)}.

#### Důkaz, že váhy jsou kladné
Uvažujme následující polynom stupně {\displaystyle 2n-2}:
{\displaystyle f(x)=\prod _{\begin{smallmatrix}1\leq j\leq n\\j\neq i\end{smallmatrix}}{\frac {\left(x-x_{j}\right)^{2}}{\left(x_{i}-x_{j}\right)^{2}}}}
kde, jak je uvedeno výše, xj jsou kořeny polynomu {\displaystyle p_{n}(x)}.
Je zřejmé, že {\displaystyle f(x_{j})=\delta _{ij}}. Protože stupeň {\displaystyle f(x)} je menší než {\displaystyle 2n-1}, platí Gaussův vzorec pro numerickou integraci obsahující váhy a uzly získané z {\displaystyle p_{n}(x)}. Protože {\displaystyle f(x_{j})=0}, pokud j není rovno i, máme
{\displaystyle \int _{a}^{b}\omega (x)f(x)dx=\sum _{j=1}^{n}w_{j}f(x_{j})=\sum _{j=1}^{n}\delta _{ij}w_{j}=w_{i}>0.}
Protože jak {\displaystyle \omega (x)} tak {\displaystyle f(x)} jsou nezáporné funkce. Odtud plyne, že {\displaystyle w_{i}>0}.

### Numerická integrace Gaussovou metodou
Existuje mnoho algoritmů pro výpočet uzlů xi a vah wi v Gaussově metodě numerické integrace. Nejoblíbenější jsou Golubův-Welschův algoritmus vyžadující O(n2) operací, Newtonova metoda pro řešení {\displaystyle p_{n}(x)=0} s pomocí trojčlenného rekurentního vztahu pro vyhodnocování, která vyžaduje O(n2) operací, a asymptotické vzorce pro velká n, které vyžadují O(n) operací.

#### Rekurentní vztah
Ortogonální polynomy {\displaystyle p_{r}}, pro které platí, že {\displaystyle (p_{r},p_{s})=0} pro {\displaystyle r\neq s,} kde {\displaystyle (\,\,)} je skalární součin, stupeň {\displaystyle (p_{r})=r} a koeficient u nejvyššího členu je jedna (tj. jde o monické ortogonální polynomy) vyhovují rekurentnímu vztah
{\displaystyle p_{r+1}(x)=(x-a_{r,r})p_{r}(x)-a_{r,r-1}p_{r-1}(x)\cdots -a_{r,0}p_{0}(x)}
a skalární součin definovaný vzorcem
{\displaystyle (f(x),g(x))=\int _{a}^{b}\omega (x)f(x)g(x)dx}
pro {\displaystyle r=0,1,\ldots ,n-1}, kde n je nejvyšší stupeň, který může jít k nekonečnu, a kde {\textstyle a_{r,s}={\frac {\left(xp_{r},p_{s}\right)}{\left(p_{s},p_{s}\right)}}}. Především polynomy, definované rekurentním vztahem začínajícím {\displaystyle p_{0}(x)=1}, mají úvodní koeficient jedna a jsou správného stupně. Je-li dán počáteční bod {\displaystyle p_{0}}, lze ortogonalitu {\displaystyle p_{r}} dokázat indukcí. Pro {\displaystyle r=s=0} máme
{\displaystyle (p_{1},p_{0})=(x-a_{0,0})(p_{0},p_{0})=(xp_{0},p_{0})-a_{0,0}(p_{0},p_{0})=(xp_{0},p_{0})-(xp_{0},p_{0})=0.}
Pokud jsou {\displaystyle p_{0},p_{1},\ldots ,p_{r}} ortogonální, pak také {\displaystyle p_{r+1}}, protože ve výrazu
{\displaystyle (p_{r+1},p_{s})=(xp_{r},p_{s})-a_{r,r}(p_{r},p_{s})-a_{r,r-1}(p_{r-1},p_{s})\cdots -a_{r,0}(p_{0},p_{s})}
jsou všechny skalární součiny nulové kromě prvního a toho, kde {\displaystyle p_{s}} je stejný ortogonální polynom. Proto
{\displaystyle (p_{r+1},p_{s})=(xp_{r},p_{s})-a_{r,s}(p_{s},p_{s})=(xp_{r},p_{s})-(xp_{r},p_{s})=0.}
Pokud však pro skalární součin platí {\displaystyle (xf,g)=(f,xg)} (což je v případě Gaussovy kvadratury splněno), rekurentní vztah lze zjednodušit na vztah obsahující tři členy: Pro {\displaystyle s<r-1} je {\displaystyle xp_{s}} polynom stupně nejvýše r − 1. Na druhou stranu, {\displaystyle p_{r}} je ortogonální ke každému polynomu stupně nejvýše r − 1. Proto máme {\displaystyle (xp_{r},p_{s})=(p_{r},xp_{s})=0} a {\displaystyle a_{r,s}=0} pro s < r − 1. Rekurentní vztah se pak zjednoduší na
{\displaystyle p_{r+1}(x)=(x-a_{r,r})p_{r}(x)-a_{r,r-1}p_{r-1}(x)}
nebo
{\displaystyle p_{r+1}(x)=(x-a_{r})p_{r}(x)-b_{r}p_{r-1}(x)}
(s konvencí {\displaystyle p_{-1}(x)\equiv 0}), kde
{\displaystyle a_{r}:={\frac {(xp_{r},p_{r})}{(p_{r},p_{r})}},\qquad b_{r}:={\frac {(xp_{r},p_{r-1})}{(p_{r-1},p_{r-1})}}={\frac {(p_{r},p_{r})}{(p_{r-1},p_{r-1})}}}
(poslední vztah platí, protože {\displaystyle (xp_{r},p_{r-1})=(p_{r},xp_{r-1})=(p_{r},p_{r})}, protože {\displaystyle xp_{r-1}} se liší od {\displaystyle p_{r}} ve stupni menším než r).

#### Golubův-Welschův algoritmus
Trojčlenný rekurentní vztah lze zapsat v maticovém tvaru {\displaystyle J{\tilde {P}}=x{\tilde {P}}-p_{n}(x)\times \mathbf {e} _{n}}, kde {\displaystyle {\tilde {P}}={\begin{pmatrix}p_{0}(x)&p_{1}(x)&\ldots &p_{n-1}(x)\end{pmatrix}}^{\mathsf {T}}}, {\displaystyle \mathbf {e} _{n}} je {\displaystyle n}-tý vektor standardní báze, tj. {\displaystyle \mathbf {e} _{n}={\begin{pmatrix}0&\ldots &0&1\end{pmatrix}}^{\mathsf {T}}}, a J je tak zvaná Jacobiho matice:
{\displaystyle \mathbf {J} ={\begin{pmatrix}a_{0}&1&0&\ldots &\ldots &\ldots \\b_{1}&a_{1}&1&0&\ldots &\ldots \\0&b_{2}&a_{2}&1&0&\ldots \\0&\ldots &\ldots &\ldots &\ldots &0\\\ldots &\ldots &0&b_{n-2}&a_{n-2}&1\\\ldots &\ldots &\ldots &0&b_{n-1}&a_{n-1}\end{pmatrix}}}
Nulové body {\displaystyle x_{j}} polynomů do stupně n, které se používají jako uzly pro Gaussovu kvadraturu, lze nalézt výpočtem vlastních hodnot této třídiagonální matice. Tento postup je znám jako Golubův–Welschův algoritmus.
Pro výpočet vah a uzlů je vhodnější uvažovat symetrickou třídiagonální matici {\displaystyle {\mathcal {J}}} s prvky
{\displaystyle {\begin{aligned}{\mathcal {J}}_{i,i}=J_{i,i}&=a_{i-1}&&i=1,\ldots ,n\\{\mathcal {J}}_{i-1,i}={\mathcal {J}}_{i,i-1}={\sqrt {J_{i,i-1}J_{i-1,i}}}&={\sqrt {b_{i-1}}}&&i=2,\ldots ,n.\end{aligned}}}
J a {\displaystyle {\mathcal {J}}} jsou podobné matice a proto mají stejná vlastní čísla (uzly). Váhy lze vypočítat z odpovídajících vlastních vektorů: Pokud {\displaystyle \phi ^{(j)}} je normalizovaný vlastní vektor (tj. vlastní vektor s Eukleidovskou normou rovné jedné) příslušný k vlastní hodnotě xj, lze odpovídající váhu vypočítat z první složky tohoto vlastního vektoru, jmenovitě:
{\displaystyle w_{j}=\mu _{0}\left(\phi _{1}^{(j)}\right)^{2}}
kde {\displaystyle \mu _{0}} je integrál váhové funkce
{\displaystyle \mu _{0}=\int _{a}^{b}\omega (x)dx.}
Další detaily lze nalézt v monografii Numerical Methods for Special Function.

### Odhady chyby
Pro integrand, který má 2n spojitých derivací, platí následující odhad chyby Gausovy metody numerické integrace:
{\displaystyle \int _{a}^{b}\omega (x)\,f(x)\,dx-\sum _{i=1}^{n}w_{i}\,f(x_{i})={\frac {f^{(2n)}(\xi )}{(2n)!}}\,(p_{n},p_{n})}
pro nějaké ξ z intervalu (a, b), kde pn je monický (tj. má úvodní koeficient roven 1) ortogonální polynom stupně n a kde
{\displaystyle (f,g)=\int _{a}^{b}\omega (x)f(x)g(x)\,dx.}
V důležitém speciálním případě, kdy ω(x) = 1, je odhad chyby:
{\displaystyle {\frac {\left(b-a\right)^{2n+1}\left(n!\right)^{4}}{(2n+1)\left[\left(2n\right)!\right]^{3}}}f^{(2n)}(\xi ),\qquad a<\xi <b.}
Tento odhad chyby může být v praxi problematický, protože odhad derivace řádu 2n může být obtížný, a skutečná chyba může být navíc mnohem menší než jakou dává tento odhad. Alternativním přístupem může být použití dvou Gaussových metod numerické integrace s různými parametry, a odhadnutí chyby jako rozdílu obou výsledků. K tomuto účelu může být užitečná Gaussova–Kronrodova metoda numerické integrace.

### Gaussova–Kronrodova pravidla
Pokud bychom zjemnili rozdělení intervalu {\displaystyle \langle a,b\rangle }, Gaussovy body vyhodnocování na nových podintervalech se nebudou shodovat s předchozími body (až bodu nula pro liché n), a integrand by se tedy musel vyčíslovat v každém bodě. Gaussova–Kronrodova pravidla jsou rozšířením Gaussovy metody numerické integrace generované přidáním n + 1 bodů k n-bodovému pravidlu takovým způsobem, že výsledné pravidlo má řád 2n + 1 a umožňuje vypočítat odhady vyšších řádů s použitím funkčních hodnot z odhadů nižších řádů. Rozdíl mezi hodnotami získanými Gaussovou metodou numerické integrace a jejím Kronrodovým rozšířením se často používá pro odhad chyby aproximace.

### Gaussova–Lobattova pravidla
Metoda známá také jako Lobattova kvadratura pojmenovaná po nizozemském matematikovi Rehuelu Lobattovi se podobá Gaussově kvadratuře s následujícími rozdíly:
1. Integračními body jsou také koncové body integračního intervalu.
2. Je přesná pro polynomy do stupně 2n – 3, kde n je počet integračních bodů[10].

Lobattova kvadratura funkce f(x) na intervalu {\displaystyle \langle -1,1\rangle }:
{\displaystyle \int _{-1}^{1}{f(x)\,dx}={\frac {2}{n(n-1)}}[f(1)+f(-1)]+\sum _{i=2}^{n-1}{w_{i}f(x_{i})}+R_{n}.}
X-ové souřadnice: xi je {\displaystyle (i-1)}-tý kořen {\displaystyle P'_{n-1}(x)},
zde {\displaystyle P_{m}(x)} označuje standardní Legendreův polynom m-tého stupeň a apostrof označuje derivaci.
Váhy:
{\displaystyle w_{i}={\frac {2}{n(n-1)\left[P_{n-1}\left(x_{i}\right)\right]^{2}}},\qquad x_{i}\neq \pm 1.}
Zbytek:
{\displaystyle R_{n}={\frac {-n\left(n-1\right)^{3}2^{2n-1}\left[\left(n-2\right)!\right]^{4}}{(2n-1)\left[\left(2n-2\right)!\right]^{3}}}f^{(2n-2)}(\xi ),\qquad -1<\xi <1.}
Integrační body a váhy pro několik nižších řádů jsou:
| Počet bodů, n     | Body, xi                                                                            | Váhy, wi                                         |
| ----------------- | ----------------------------------------------------------------------------------- | ------------------------------------------------ |
| {\displaystyle 3} | {\displaystyle 0}                                                                   | {\displaystyle {\frac {4}{3}}}                   |
| {\displaystyle 3} | {\displaystyle \pm 1}                                                               | {\displaystyle {\frac {1}{3}}}                   |
| {\displaystyle 4} | {\displaystyle \pm {\sqrt {\frac {1}{5}}}}                                          | {\displaystyle {\frac {5}{6}}}                   |
| {\displaystyle 4} | {\displaystyle \pm 1}                                                               | {\displaystyle {\frac {1}{6}}}                   |
| {\displaystyle 5} | {\displaystyle 0}                                                                   | {\displaystyle {\frac {32}{45}}}                 |
| {\displaystyle 5} | {\displaystyle \pm {\sqrt {\frac {3}{7}}}}                                          | {\displaystyle {\frac {49}{90}}}                 |
| {\displaystyle 5} | {\displaystyle \pm 1}                                                               | {\displaystyle {\frac {1}{10}}}                  |
| {\displaystyle 6} | {\displaystyle \pm {\sqrt {{\frac {1}{3}}-{\frac {2{\sqrt {7}}}{21}}}}}             | {\displaystyle {\frac {14+{\sqrt {7}}}{30}}}     |
| {\displaystyle 6} | {\displaystyle \pm {\sqrt {{\frac {1}{3}}+{\frac {2{\sqrt {7}}}{21}}}}}             | {\displaystyle {\frac {14-{\sqrt {7}}}{30}}}     |
| {\displaystyle 6} | {\displaystyle \pm 1}                                                               | {\displaystyle {\frac {1}{15}}}                  |
| {\displaystyle 7} | {\displaystyle 0}                                                                   | {\displaystyle {\frac {256}{525}}}               |
| {\displaystyle 7} | {\displaystyle \pm {\sqrt {{\frac {5}{11}}-{\frac {2}{11}}{\sqrt {\frac {5}{3}}}}}} | {\displaystyle {\frac {124+7{\sqrt {15}}}{350}}} |
| {\displaystyle 7} | {\displaystyle \pm {\sqrt {{\frac {5}{11}}+{\frac {2}{11}}{\sqrt {\frac {5}{3}}}}}} | {\displaystyle {\frac {124-7{\sqrt {15}}}{350}}} |
| {\displaystyle 7} | {\displaystyle \pm 1}                                                               | {\displaystyle {\frac {1}{21}}}                  |

Adaptivní varianta tohoto algoritmu se dvěma vnitřními uzly je implementována v GNU Octave a MATLAB jako quadl a integrate.